# Qatar Ladies Open 2024 - Qualificazioni singolare
Le qualificazioni del singolare femminile del Qatar Ladies Open 2024 sono state un torneo di tennis preliminare per accedere alla fase finale della manifestazione disputate il 9 e 10 febbraio 2024. Le vincitrici dell'ultimo turno sono entrate di diritto nel tabellone principale. In caso di ritiro di una o più giocatrici aventi diritto, a queste sono subentrate le lucky loser, ossia le giocatrici che avevano perso nell'ultimo turno ma che avevano una classifica più alta rispetto alle altre partecipanti che avevano comunque perso nel turno finale.

## Teste di serie
1. Magdalena Fręch (qualificata)
2. Lucia Bronzetti (primo turno)
3. Sara Sorribes Tormo (ritirata)
4. Martina Trevisan (ultimo turno, lucky loser)
5. Diane Parry (primo turno)
6. Wang Xiyu (primo turno)
7. Viktorija Tomova (ultimo turno, lucky loser)
8. Yuan Yue (ultimo turno)

1. Julija Putinceva (primo turno)
2. Danielle Collins (qualificata)
3. Diana Šnajder (qualificata)
4. Cristina Bucșa (ritirata, in gara ad Abu Dhabi)
5. Greet Minnen (qualificata)
6. Ashlyn Krueger (qualificata)
7. Kamilla Rachimova (ultimo turno)
8. Bai Zhuoxuan (ultimo turno)

## Qualificate
1. Magdalena Fręch
2. Danielle Collins
3. Nao Hibino
4. Greet Minnen

1. Ėrika Andreeva
2. Diana Šnajder
3. Bernarda Pera
4. Ashlyn Krueger

### Lucky loser
1. Viktorija Tomova

1. Martina Trevisan

## Tabellone

### Legenda
| - Q = Qualificato - WC = Wild card - LL = Lucky loser | - ALT = Alternate - SE = Special Exempt - PR = Protected Ranking | - w/o = Walkover - r = Ritirato - d = Squalificato |

### Sezione 1
|  | Primo turno | Primo turno       | Primo turno       | Primo turno | Primo turno |  |  | Ultimo turno | Ultimo turno      | Ultimo turno      | Ultimo turno | Ultimo turno |  |
|  |             |                   |                   |             |             |  |  |              |                   |                   |              |              |  |
|  | 1           | Magdalena Fręch   | 2                 | 6           | 7           |  |  |              |                   |                   |              |              |  |
|  | WC          | Marija Timofeeva  | 6                 | 0           | 65          |  |  | 1            | Magdalena Fręch   | Magdalena Fręch   | 6            | 6            |  |
|  |             | Alycia Parks      | Alycia Parks      | 5           | 4           |  |  | 15           | Kamilla Rachimova | Kamilla Rachimova | 2            | 2            |  |
|  | 15          | Kamilla Rachimova | Kamilla Rachimova | 7           | 6           |  |  |              |                   |                   |              |              |  |

### Sezione 2
|  | Primo turno | Primo turno      | Primo turno | Primo turno | Primo turno |  |  | Ultimo turno | Ultimo turno     | Ultimo turno     | Ultimo turno | Ultimo turno |  |
|  |             |                  |             |             |             |  |  |              |                  |                  |              |              |  |
|  | 2           | Lucia Bronzetti  | 6           | 4           | 3           |  |  |              |                  |                  |              |              |  |
|  |             | Laura Siegemund  | 4           | 6           | 6           |  |  |              | Laura Siegemund  | Laura Siegemund  | 4            | 4            |  |
|  |             | Kimberly Birrell | 5           | 7           | 62          |  |  | 10           | Danielle Collins | Danielle Collins | 6            | 6            |  |
|  | 10          | Danielle Collins | 7           | 6           | 7           |  |  |              |                  |                  |              |              |  |

### Sezione 3
|  | Primo turno | Primo turno        | Primo turno        | Primo turno | Primo turno |  |  | Ultimo turno | Ultimo turno | Ultimo turno | Ultimo turno | Ultimo turno |  |
|  |             |                    |                    |             |             |  |  |              |              |              |              |              |  |
|  | Alt         | Ekaterina Makarova | Ekaterina Makarova | 2           | 2           |  |  |              |              |              |              |              |  |
|  | WC          | Tímea Babos        | Tímea Babos        | 6           | 6           |  |  | WC           | Tímea Babos  | 6            | 3            | 2            |  |
|  |             | Nao Hibino         | Nao Hibino         | 6           | 6           |  |  |              | Nao Hibino   | 4            | 6            | 6            |  |
|  | Alt         | Mai Hontama        | Mai Hontama        | 4           | 2           |  |  |              |              |              |              |              |  |

### Sezione 4
|  | Primo turno | Primo turno        | Primo turno        | Primo turno | Primo turno |  |  | Ultimo turno | Ultimo turno     | Ultimo turno     | Ultimo turno | Ultimo turno |  |
|  |             |                    |                    |             |             |  |  |              |                  |                  |              |              |  |
|  | 4           | Martina Trevisan   | Martina Trevisan   | 6           | 7           |  |  |              |                  |                  |              |              |  |
|  | Alt         | Anna-Lena Friedsam | Anna-Lena Friedsam | 2           | 63          |  |  | 4            | Martina Trevisan | Martina Trevisan | 0            | 65           |  |
|  |             | Rebeka Masarova    | 6                  | 3           | 0           |  |  | 13           | Greet Minnen     | Greet Minnen     | 6            | 7            |  |
|  | 13          | Greet Minnen       | 1                  | 6           | 6           |  |  |              |                  |                  |              |              |  |

### Sezione 5
|  | Primo turno | Primo turno       | Primo turno       | Primo turno | Primo turno |  |  | Ultimo turno | Ultimo turno   | Ultimo turno | Ultimo turno | Ultimo turno |  |
|  |             |                   |                   |             |             |  |  |              |                |              |              |              |  |
|  | 5           | Diane Parry       | Diane Parry       | 65          | 4           |  |  |              |                |              |              |              |  |
|  |             | Ėrika Andreeva    | Ėrika Andreeva    | 7           | 6           |  |  |              | Ėrika Andreeva | 6            | 1            | 6            |  |
|  | WC          | Mubaraka Al-Naimi | Mubaraka Al-Naimi | 0           | 0           |  |  | 16           | Bai Zhuoxuan   | 4            | 6            | 3            |  |
|  | 16          | Bai Zhuoxuan      | Bai Zhuoxuan      | 6           | 6           |  |  |              |                |              |              |              |  |

### Sezione 6
|  | Primo turno | Primo turno          | Primo turno          | Primo turno | Primo turno |  |  | Ultimo turno | Ultimo turno         | Ultimo turno         | Ultimo turno | Ultimo turno |  |
|  |             |                      |                      |             |             |  |  |              |                      |                      |              |              |  |
|  | 6           | Wang Xiyu            | Wang Xiyu            | 5           | 2           |  |  |              |                      |                      |              |              |  |
|  |             | Aljaksandra Sasnovič | Aljaksandra Sasnovič | 7           | 6           |  |  |              | Aljaksandra Sasnovič | Aljaksandra Sasnovič | 1            | 2            |  |
|  |             | Arina Rodionova      | 6                    | 4           | 2           |  |  | 11           | Diana Šnajder        | Diana Šnajder        | 6            | 6            |  |
|  | 11          | Diana Šnajder        | 3                    | 6           | 6           |  |  |              |                      |                      |              |              |  |

### Sezione 7
|  | Primo turno | Primo turno      | Primo turno      | Primo turno | Primo turno |  |  | Ultimo turno | Ultimo turno     | Ultimo turno     | Ultimo turno | Ultimo turno |  |
|  |             |                  |                  |             |             |  |  |              |                  |                  |              |              |  |
|  | 7           | Viktorija Tomova | Viktorija Tomova | 6           | 6           |  |  |              |                  |                  |              |              |  |
|  |             | Laura Pigossi    | Laura Pigossi    | 4           | 0           |  |  | 7            | Viktorija Tomova | Viktorija Tomova | 4            | 65           |  |
|  |             | Bernarda Pera    | Bernarda Pera    | 7           | 6           |  |  |              | Bernarda Pera    | Bernarda Pera    | 6            | 7            |  |
|  | 9           | Julija Putinceva | Julija Putinceva | 611         | 4           |  |  |              |                  |                  |              |              |  |

### Sezione 8
|  | Primo turno | Primo turno    | Primo turno    | Primo turno | Primo turno |  |  | Ultimo turno | Ultimo turno   | Ultimo turno   | Ultimo turno | Ultimo turno |  |
|  |             |                |                |             |             |  |  |              |                |                |              |              |  |
|  | 8           | Yuan Yue       | Yuan Yue       | 6           | 6           |  |  |              |                |                |              |              |  |
|  | PR          | Zheng Saisai   | Zheng Saisai   | 2           | 1           |  |  | 8            | Yuan Yue       | Yuan Yue       | 1            | 2            |  |
|  | WC          | İpek Öz        | İpek Öz        | 5           | 2           |  |  | 14           | Ashlyn Krueger | Ashlyn Krueger | 6            | 6            |  |
|  | 14          | Ashlyn Krueger | Ashlyn Krueger | 7           | 6           |  |  |              |                |                |              |              |  |